# Mobb Deep
Mobb Deep war ein US-amerikanisches Hip-Hop-Duo, bestehend aus den Rappern Prodigy und Havoc. Das Duo aus dem New Yorker Stadtteil Queens war seit 1992 aktiv und hat insgesamt acht Studioalben veröffentlicht, von denen mehrere in den USA mit Gold- oder Platin-Schallplatten ausgezeichnet wurden. Beide Rapper veröffentlichten auch Soloalben. Seit dem Tod von Prodigy im Jahr 2017 existiert Mobb Deep nicht mehr.

## Geschichte
Havoc (* 21. Mai 1974, bürgerlich Kejuan Muchita) und Prodigy (* 2. November 1974; † 20. Juni 2017, bürgerlich Albert Johnson) wuchsen in der New Yorker Sozialwohnungssiedlung Queensbridge auf, aus der auch andere Hip-Hopper wie Nas und Big Noyd stammen. Sie lernten sich an der Graphic Arts High School in Manhattan kennen, da sie sich beide für Hip-Hop interessierten. Im Jahr 1993 wurden sie von einem Unterlabel von Island Records unter Vertrag genommen, und dort erschien ihr erstes Album Juvenile Hell für das einzelne Stücke von DJ Premier und Large Professor produziert wurden. In einer Besprechung des Albums nannte sie der Rolling Stone die „irren, wirren Widergänger von Kris Kross“. Die erste Platte von Mobb Deep verkaufte sich nicht gut.
Zwei Jahre später erschien das Album The Infamous bei Loud Records mit der ersten erfolgreichen Single Shook Ones, Part II, die in den amerikanischen Billboard Top 100 auf Platz 59 kam. Kritiker nannten das Album, an dem Nas und Raekwon als Gäste mitwirkten, dunkler und härter als die erste Platte. Harte Bässe mit Klaviereinsätzen und vielen Loops bestimmen die Musik.
Im Jahr 1996 erschien das Album Hell on Earth, darauf Drop a gem on 'em, ein Disstrack gegen 2Pac, der Mobb Deep auf Hit ’Em Up gedisst hatte. Rezensenten sahen in dem Album eine Fortsetzung des bisherigen Stils von Mobb Deep.
Drei Jahre später erschien das vierte Album, Murda Muzik, mit Beiträgen von Nas (Single It’s mine (Hot Rap Singles #25),) und von Lil’ Kim (Single Quiet Storm (Hot Rap Singles #17)) sowie von Raekwon und Eightball. Auch bei diesem Album konnten Kritiker keine musikalische Weiterentwicklung feststellen. Anschließend veröffentlichte Prodigy im Jahr 2000 sein Soloalbum H.N.I.C.
Auf dem Album Infamy, das 2001 erschien, nahmen Mobb Deep Elemente des R’n’B auf – besonders deutlich bei der Single Hey Luv, die sie zusammen mit 112 aufnahmen. Im Jahr 2003 schloss Mobb Deep einen Vertrag mit Jive Records, wo 2003 die Single Gangstaz Roll erschien. Es folgte 2004 das Album Amerikaz Nightmare, das wenig Absatz fand.
Nachdem Havoc 2003 schon für 50 Cent und dessen G-Unit produziert hatte, verhandelte Mobb Deep mit dem Label G-Unit Records und unterschrieb dort Mitte 2005 einen Vertrag. Das dort 2006 erschienene Album Blood Money enthielt viele Gastauftritte von Künstlern des Labels. Dieses Album verkaufte sich gut und kam auf Platz 3 der Charts.
Anschließend brachten beide Rapper Soloalben heraus. Havoc 2007 sein Debütalbum The Kush und Prodigy im selben Jahr sein zweites Album Return of the Mac und 2008 H.N.I.C. Part 2. Im Februar 2009 erschien Havocs zweites Soloalbum Hidden Files. Im April 2009 erschien das achte Studioalbum der Gruppe, The Safe Is Cracked. Die erste Single war Don’t Play. Der Vertrag mit G-Unit Records lief im November 2009 aus.
Im Jahr 2014 erschien das Album The Infamous Mobb Deep als Doppel-CD, wobei die erste CD The Infamous Mobb Deep hieß, die zweite The Infamous Sessions. Auf der ersten CD finden sich 13 neue Tracks, produziert in Oldschool-Manier. Die zweite CD beinhaltet unveröffentlichte Tracks und Skits, zum Großteil remastered, sowie Titel von ihrem zweiten Album The Infamous mit anderen Beats und teils auch neuen Texten. Das Album erschien bei dem Label HCLASS-Entertainment. Produziert wurde es von Havoc, Prodigy,!llmind, Gabriel Lambirth, Karon Graham, Beat Butcha, Ommas Keith, Boi-1 Da, The Alchemist und Kaytranada.

### Nach Prodigys Haftstrafe
Nach einer dreijährigen Haftstrafe wegen illegalen Waffenbesitzes kam Prodigy dann 2011 wieder auf freien Fuß und veröffentlichte seine Autobiografie und dann das Soloalbum H.N.I.C.3 im Juli 2012. Im April 2012 tauchten auf Havoc’s Twitterseite einige verbale Attacken auf, welche sich gegen seinen Partner Prodigy richteten. Havoc dementierte später, dass diese „Tweets“ von ihm stammten und erklärte, dass er sein Mobiltelefon verloren hatte und die „Tweets“ so entstanden sind.
Am 20. Juni 2017 starb Prodigy in Las Vegas, Nevada, an versehentlichem Ersticken, während er wegen Komplikationen infolge seiner Sichelzellanämie im Krankenhaus behandelt wurde.

## Diskografie

### Studioalben
| Jahr | Titel                  | Höchstplatzierung, Gesamtwochen, AuszeichnungChartplatzierungen (Jahr, Titel, Platzierungen, Wochen, Auszeichnungen, Anmerkungen) | Höchstplatzierung, Gesamtwochen, AuszeichnungChartplatzierungen (Jahr, Titel, Platzierungen, Wochen, Auszeichnungen, Anmerkungen) | Höchstplatzierung, Gesamtwochen, AuszeichnungChartplatzierungen (Jahr, Titel, Platzierungen, Wochen, Auszeichnungen, Anmerkungen) | Höchstplatzierung, Gesamtwochen, AuszeichnungChartplatzierungen (Jahr, Titel, Platzierungen, Wochen, Auszeichnungen, Anmerkungen) | Anmerkungen                                                 |
| Jahr | Titel                  | DE | CH | UK | US | Anmerkungen                                                 |
| ---- | ---------------------- | --- | --- | --- | --- | ----------------------------------------------------------- |
| 1993 | Juvenile Hell          | — | — | — | — | Erstveröffentlichung: 13. April 1993                        |
| 1995 | The Infamous           | — | — | UK— GoldUK | US18 Gold · (18 Wo.)US | Erstveröffentlichung: 25. April 1995 Verkäufe: + 617.500    |
| 1996 | Hell on Earth          | — | — | UK67 Silber · (1 Wo.)UK | US6 Gold · (16 Wo.)US | Erstveröffentlichung: 19. November 1996 Verkäufe: + 560.000 |
| 1999 | Murda Muzik            | DE67 (2 Wo.)DE | — | UK81 (1 Wo.)UK | US3 Platin · (17 Wo.)US | Erstveröffentlichung: 27. April 1999 Verkäufe: + 1.000.000  |
| 2001 | Infamy                 | — | — | — | US22 Gold · (23 Wo.)US | Erstveröffentlichung: 11. Dezember 2001 Verkäufe: + 500.000 |
| 2004 | Amerikaz Nightmare     | DE95 (1 Wo.)DE | CH50 (3 Wo.)CH | UK68 (2 Wo.)UK | US4 (10 Wo.)US | Erstveröffentlichung: 10. August 2004                       |
| 2006 | Blood Money            | DE38 (3 Wo.)DE | CH42 (4 Wo.)CH | UK70 (1 Wo.)UK | US3 (10 Wo.)US | Erstveröffentlichung: 2. Mai 2006                           |
| 2014 | The Infamous Mobb Deep | — | — | — | US49 (1 Wo.)US | Erstveröffentlichung: 1. April 2014                         |

### Kompilationen
- 2006: Life of the Infamous: The Best of Mobb Deep
- 2007: The Infamous Archives
- 2008: The Infamous Instrumentals
- 2009: The Safe Is Cracked

### EPs
- 2001: Black Cocaine

### Mixtapes
| Jahr | Titel                           | Höchstplatzierung, Gesamtwochen, AuszeichnungChartplatzierungen (Jahr, Titel, Platzierungen, Wochen, Auszeichnungen, Anmerkungen) | Höchstplatzierung, Gesamtwochen, AuszeichnungChartplatzierungen (Jahr, Titel, Platzierungen, Wochen, Auszeichnungen, Anmerkungen) | Anmerkungen                |
| Jahr | Titel                           | DE | US | Anmerkungen                |
| ---- | ------------------------------- | --- | --- | -------------------------- |
| 2003 | Free Agents: The Murda Mix Tape | DE84 (1 Wo.)DE | US21 (9 Wo.)US | Erstveröffentlichung: 2003 |

Weitere Mixtapes
- 2002: The Dunn Language Part.1
- 2002: The Dunn Language Part.2
- 2004: Infamous Allegiance Part One
- 2004: The Mixtape Before 911
- 2005: Mobb Deep: From Queensbridge To Kingston
- 2006: G-Unit Radio Part.17 (The Best in the Bizznezz)
- 2006: G-Unit Radio Part.20 (Still the Best in the Bizznezz)
- 2006: More Money, More Murda
- 2011: White Cocaine
- 2015: White Cocaine 2
- 2015: The Realest Duo

### Singles als Leadmusiker
| Jahr | Titel Album                          | Höchstplatzierung, Gesamtwochen, AuszeichnungChartplatzierungen (Jahr, Titel, Album, Platzierungen, Wochen, Auszeichnungen, Anmerkungen) | Höchstplatzierung, Gesamtwochen, AuszeichnungChartplatzierungen (Jahr, Titel, Album, Platzierungen, Wochen, Auszeichnungen, Anmerkungen) | Höchstplatzierung, Gesamtwochen, AuszeichnungChartplatzierungen (Jahr, Titel, Album, Platzierungen, Wochen, Auszeichnungen, Anmerkungen) | Anmerkungen                                                    |
| Jahr | Titel Album                          | DE | UK | US | Anmerkungen                                                    |
| ---- | ------------------------------------ | --- | --- | --- | -------------------------------------------------------------- |
| 1995 | Shook Ones, Part II The Infamous     | DE— GoldDE | UK— PlatinUK | US59 (10 Wo.)US | Erstveröffentlichung: 3. Februar 1995 Verkäufe: + 1.055.000    |
| 1995 | Survival of the Fittest The Infamous | — | UK— SilberUK | US69 (12 Wo.)US | Erstveröffentlichung: 30. Mai 1995 Verkäufe: + 200.000         |
| 2001 | Burn Infamy                          | — | — | US99 (2 Wo.)US | Erstveröffentlichung: 30. Oktober 2001 feat. Big Noyd und Vita |
| 2002 | Hey Luv (Anything) Infamy            | — | — | US58 (15 Wo.)US | Erstveröffentlichung: Januar 2002 feat. 112                    |
| 2004 | Got It Twisted Amerikaz Nightmare    | — | — | US64 (20 Wo.)US | Erstveröffentlichung: 30. März 2004                            |
| 2006 | Put Em in Their Place Blood Money    | — | UK75 (1 Wo.)UK | — | Erstveröffentlichung: 14. März 2006                            |

Weitere Singles
- 1992: Peer Pressure
- 1993: Hit It from the Back
- 1995: Temperature’s Rising (feat. Crystal Johnson)
- 1996: Give Up the Goods (Just Step) (feat. Big Noyd)
- 1996: Back at You
- 1996: Drop a Gem on ’Em
- 1996: Front Lines (Hell on Earth)
- 1997: G.O.D. Pt. III
- 1999: Quiet Storm
- 1999: It’s Mine (feat. Nas)
- 2002: Get Away
- 2002: Pray for Me (feat. Lil’ Mo)
- 2004: Real Gangstaz (feat. Lil Jon)
- 2004: Throw Your Hands (in the Air)
- 2004: Win or Lose
- 2005: Have a Party (feat. Nate Dogg und 50 Cent)
- 2006: Give It to Me (feat. Young Buck)
- 2006: Creep (feat. 50 Cent)
- 2012: Love You More
- 2014: Taking You Off Here
- 2014: Say Something

### Singles als Gastmusiker
| Jahr | Titel Album                                          | Höchstplatzierung, Gesamtwochen, AuszeichnungChartplatzierungen (Jahr, Titel, Album, Platzierungen, Wochen, Auszeichnungen, Anmerkungen) | Höchstplatzierung, Gesamtwochen, AuszeichnungChartplatzierungen (Jahr, Titel, Album, Platzierungen, Wochen, Auszeichnungen, Anmerkungen) | Höchstplatzierung, Gesamtwochen, AuszeichnungChartplatzierungen (Jahr, Titel, Album, Platzierungen, Wochen, Auszeichnungen, Anmerkungen) | Höchstplatzierung, Gesamtwochen, AuszeichnungChartplatzierungen (Jahr, Titel, Album, Platzierungen, Wochen, Auszeichnungen, Anmerkungen) | Höchstplatzierung, Gesamtwochen, AuszeichnungChartplatzierungen (Jahr, Titel, Album, Platzierungen, Wochen, Auszeichnungen, Anmerkungen) | Anmerkungen                                                                         |
| Jahr | Titel Album                                          | DE | AT | CH | UK | US | Anmerkungen                                                                         |
| ---- | ---------------------------------------------------- | --- | --- | --- | --- | --- | ----------------------------------------------------------------------------------- |
| 1996 | Microphone Master Hold It Down                       | — | — | — | — | US86 (3 Wo.)US | Erstveröffentlichung: 1996 Das EFX feat. Mobb Deep                                  |
| 1998 | Deadly Zone Next Millennium                          | — | — | — | — | US79 (7 Wo.)US | Erstveröffentlichung: 1998 Bounty Killer feat. Mobb Deep und Rappin’ Noyd           |
| 2005 | Outta Control (Remix) The Massacre (Special Edition) | DE8 (19 Wo.)DE | AT18 (22 Wo.)AT | CH10 (22 Wo.)CH | UK7 Gold · (20 Wo.)UK | US6 Platin · (20 Wo.)US | Erstveröffentlichung: 6. August 2005 Verkäufe: + 1.430.000; 50 Cent feat. Mobb Deep |

Weitere Gastbeiträge
- 1995: Bloodshed and War (mit Da Youngsta’s)
- 1996: L.A., L.A. (mit Capone-N-Noreaga und Tragedy Khadafi)
- 1997: It’s the Pee (mit PMD)
- 2014: Street Certified (mit M.O.P.)

## Auszeichnungen für Musikverkäufe
| Goldene Schallplatte - Brasilien - 2023: für die Single Outta Control - Dänemark - 2022: für die Single Shook Ones (Part II) - 2024: für das Album The Infamous - Italien - 2024: für die Single Shook Ones (Part II) - Neuseeland - 2024: für das Album The Infamous | 2× Platin-Schallplatte - Neuseeland - 2023: für die Single Shook Ones (Part II) |

Anmerkung: Auszeichnungen in Ländern aus den Charttabellen bzw. Chartboxen sind in ebendiesen zu finden.
| Land/RegionAuszeichnungen für Musikverkäufe (Land/Region, Auszeichnungen, Verkäufe, Quellen) | Silber     | Gold       | Platin     | Verkäufe  | Quellen              |
| -------------------------------------------------------------------------------------------- | ---------- | ---------- | ---------- | --------- | -------------------- |
| Brasilien (PMB)                                                                              | —          | Gold1      | —          | 30.000    | pro-musicabr.org.br  |
| Dänemark (IFPI)                                                                              | —          | 2× Gold2   | —          | 55.000    | ifpi.dk              |
| Deutschland (BVMI)                                                                           | —          | Gold1      | —          | 300.000   | musikindustrie.de    |
| Italien (FIMI)                                                                               | —          | Gold1      | —          | 50.000    | fimi.it              |
| Neuseeland (RMNZ)                                                                            | —          | Gold1      | 2× Platin2 | 67.500    | radioscope.co.nz NZ2 |
| Vereinigte Staaten (RIAA)                                                                    | —          | 3× Gold3   | 2× Platin2 | 3.500.000 | riaa.com             |
| Vereinigtes Königreich (BPI)                                                                 | 2× Silber2 | 2× Gold2   | Platin1    | 1.360.000 | bpi.co.uk            |
| Insgesamt                                                                                    | 2× Silber2 | 11× Gold11 | 5× Platin5 |           |                      |